# Flavien Maurelet
Flavien Maurelet, né le 16 mars 1991 à Senlis (Oise), est un coureur cycliste français. Il évolue au sein de l'équipe Saint-Michel-Mavic-Auber 93.

## Biographie

### Carrière amateur
En 2007 et 2008, Flavien Maurelet évolue au SC Val d'Arré. L'année suivante, il court au VC Beauvais Oise chez les juniors (moins de 19 ans). Il intègre l'USSA Pavilly Barentin en 2010 pour ses débuts espoirs (moins de 23 ans). 
De 2011 à 2014, il porte le maillot du CC Nogent-sur-Oise. Bon puncheur, il s'impose à plusieurs reprises en première catégorie. Dans le même temps, il obtient un DUT. Il rejoint ensuite le GSC Blagnac Vélo Sport 31 en 2015. Sous ses nouvelles couleurs, il remporte une étape du Tour de Tolède en Espagne et obtient diverses places d'honneur. 
Lors de la saison 2017, il s'illustre en réalisant ses meilleures performances chez les amateurs. Désormais entraîné par Niels Brouzes, il s'impose à sept reprises, notamment dans les courses par étapes. Le 24 juin, il devient champion de France amateurs sur le circuit de Saint-Omer. Il est également sélectionné en équipe de France pour participer au Tour de l'Ain, chez les professionnels,. Ses bons résultats lui permettent de signer un premier contrat professionnel avec l'équipe continentale HP BTP-Auber 93.

### Carrière professionnelle

#### Saison 2018
Après avoir commencé sa saison sur le Grand Prix d'ouverture La Marseillaise (48e), il est aligné sur le Tour la Provence, conclu à une encourageante 28e place. Six jours plus tard, il se présente au départ du Tour du Haut-Var où il termine hors délais dès le premier jour à Fayence, gêné par des allergies et des conditions météorologiques difficiles. Au mois de mars, il prend la cinquième place de Le Poinçonnet-Limoges, compétition élite nationale remportée par son coéquipier Yoann Paillot. Au printemps, il décroche des accessits sur le Grand Prix de Plumelec-Morbihan (18e) et les Boucles de l'Aulne (22e) puis aux Boucles de la Mayenne (16e) avant de se distinguer sur les deux premières étapes de la Route d'Occitanie (12e et 7e). Au cours de l'été, il termine neuvième de Paris-Chauny, huitième de la Polynormande remportée par Pierre-Luc Périchon et douzième du Tour du Limousin. Début septembre, il décroche un dernier top 20 sur le Tour du Doubs.

#### Saison 2019
Pour sa deuxième année au sein du peloton professionnel, il connait une première partie de saison plus difficile, ne s'illustrant à titre personnel qu'en juin lors des Boucles de la Mayenne, 4e de la deuxième étape. Il est néanmoins d'une aide précieuse pour Kévin Le Cunff sur la Classique Loire-Atlantique ou au Grand Prix de Plumelec où son coéquipier termine 9e et 4e. Fin août, Maurelet décroche de nouvelles places d’honneur sur des étapes du Tour du Limousin (10e) et du Tour Poitou-Charentes en Nouvelle-Aquitaine (9e). Il ne dispute par la suite que trois courses en septembre, le Grand Prix de Fourmies, celui d'Isbergues puis Paris-Chauny, abandonnant sur chacune d'entre elles.

#### Saison 2020
Il obtient rapidement une place d’honneur lors de sa troisième saison au sein de la structure francilienne, concluant la première étape de l'Etoile de Bessèges, marquée par un fort vent, à la 10e position.

## Palmarès et résultats

### Palmarès par année
| - 2011 - Tour des Cinq Communes - 2012 - Grand Prix de Saint-Lyé - 1re épreuve du Challenge Mayennais - 2e de la Ronde du Canigou - 2e du Grand Prix de Saint-Maximin - 2e de la Ronde Mayennaise - 2013 - Classement général du Challenge Mayennais - 2014 - 2e de Paris-Évreux - 2015 - 2e étape du Tour de Tolède - 2e d'À travers le Pays Montmorillonnais - 2016 - 2e du Trophée de l'Essor - 2e du Grand Prix Mujica - 3e du Tour du Lot-et-Garonne - 3e du Tour de la Creuse - 3e du Grand Prix de Bénéjacq | - 2017 - Champion de France sur route amateurs - Champion de Midi-Pyrénées sur route - Grand Prix d'ouverture Pierre-Pinel - 1re étape du Tour de Gironde - 1re étape du Tour Nivernais Morvan - 1re étape du Tour de León - Grand Prix de Bénéjacq - 2e du Tour de Gironde - 3e du Critérium de Terrebourg - 3e du Tour Nivernais Morvan |  |

### Classements mondiaux
| Année                                 | 2017  | 2018 | 2019 | 2020  | 2021  | 2022 | 2023  |
| ------------------------------------- | ----- | ---- | ---- | ----- | ----- | ---- | ----- |
| Classement mondial                    | 1180e | 862e | nc   | 1667e | 2123e | 625e | 2183e |
| UCI Europe Tour                       | 760e  | 521e | nc   | 1239e | 1441e | 484e | nc    |
|                                       |       |      |      |       |       |      |       |
| Légende : nc = non classéSource : UCI |       |      |      |       |       |      |       |